# ناحیه آپاک
ناحیه آپاک (به لاتین: Apac District) یک منطقهٔ مسکونی در اوگاندا است که در استان شمالی، اوگاندا واقع شده‌است. ناحیه آپاک ۳٬۲۵۵٫۹ کیلومتر مربع مساحت و ۳۴۹٬۰۰۰ نفر جمعیت دارد.